# Benedetto Vigna
Benedetto Vigna (Potenza, 10 de abril de 1969) é um físico e empresário italiano que atualmente é o diretor executivo da Ferrari.

## Carreira
Nascido em Potenza, Basilicata, cresceu no município vizinho de Pietrapertosa.
Graduado como físico pela Universidade de Pisa em 1993. Em 1995, começou a trabalhar para STMicroelectronics iniciando o compromisso da empresa com sistemas microeletromecânicos.
É o inventor de um sensor de movimento tridimensional que foi inicialmente aplicado aos airbags dos automóveis. Depois de reduzir seu tamanho e custo, o sensor foi usado no controle sem fio do console Nintendo Wii. Por esta invenção, Vigna foi incluída na lista de finalistas de doze candidatos ao prêmio "European Inventor 2010" promovido pela Organização Europeia de Patente. Em sua carreira registrou mais de cem patentes.
Em 9 de junho de 2021, foi anunciado como o novo diretor executivo da Ferrari.